# Chromocyphella
Chromocyphella De Toni & Levi – rodzaj grzybów należący do rzędu pieczarkowców (Agaricales).

## Charakterystyka
Grzyby cyfelloidalne, grzyby mszakolubne pasożytujące na mchach. Bazydiokarpy miseczkowate. Powierzchnia zewnętrzna biała i drobno kłaczkowata, wewnętrzna gładka i jasnobrązowa. System strzępkowy monomityczny, strzępki generatywne ze sprzążkami. Bazydiospory lekko kanciaste i brązowe.
Chromocyphella wyróżnia się lekko kanciastymi, brązowymi zarodnikami i pasożytowaniem na mchach.

## Systematyka i nazewnictwo
Pozycja w klasyfikacji według Index Fungorum:  Chromocyphellaceae, Agaricales, Agaricomycetidae, Agaricomycetes, Agaricomycotina, Basidiomycota, Fungi.
Takson utworzył w 1888 roku Giovanni Batista de Toni. Gatunki:
- Chromocyphella bryophyticola Balf.-Browne 1968
- Chromocyphella burtii W.B. Cooke 1961
- Chromocyphella galeata (Schumach.) W.B. Cooke 1961
- Chromocyphella lamellata G. Moreno & Olariaga 2017
- Chromocyphella muscicola (Fr.) Donk 1959 – kieliszeczek mchowy
- Chromocyphella pinsapinea G. Moreno, A. Ortega & Honrubia 1985

Wykaz gatunków i nazwy naukowe według Index Fungorum. Polska nazwa według Władysława Wojewody.